# 알렉세이 예키모프

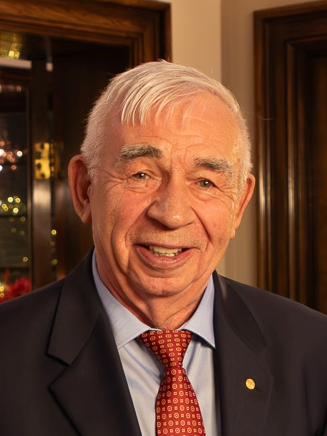

알렉세이 이바노비치 예키모프(러시아어: Алексей Иванович Екимов, 1945년 출생)는 러시아의 고체물리학자이자 나노재료 연구의 선구자이다. 그는 1981년 바빌로프 주립 광학 연구소(Vavilov State Optical Institute)에서 근무하던 중 퀀텀닷으로 알려진 반도체 나노결정을 발견했다. 2023년에 그는 이 발견으로 노벨 화학상을 수상했다.

## 생애

### 유년기와 교육
예키모프는 소련에서 태어났다. 1967년에 그는 레닌그라드 주립대학교 물리학부를 졸업했다. 그는 러시아 과학 아카데미 이오페 연구소에서 물리학 박사 학위를 받았다.

### 연구 및 경력
졸업 후 예키모프는 연구를 수행하기 위해 바빌로프 주립 광학 연구소(Vavilov State Optical Institute)로 이동했다. 그는 가열 시간이 색유리의 색상에 미치는 영향을 연구하기 시작했다. 가열하면 염화구리 결정이 형성되어 파란색이 생성된다. 더 작은 결정은 더 푸른 유리와 관련이 있다.
1981년에 예키모프는 알렉세이 A. 오누스첸코와 함께 유리의 염화구리 나노결정에서 양자 크기 효과의 발견을 보고했다. 그는 알렉세이 L. 에프로스와의 후속 작업에서 현재 양자점으로 알려진 현상을 추가로 조사했다.
1999년부터 예키모프는 뉴욕주에 본사를 둔 회사인 나노크리스탈스 테크놀로지(Nanocrystals Technology)의 과학자로 미국에서 거주하며 일하고 있다.